# حبيل جيزة (حالمين)

تعديل مصدري - تعديل

حبيل جيزة هي إحدى قرى عزلة حبيل الريدة بمديرية حالمين التابعة لمحافظة لحج، بلغ تعداد سكانها 50 نسمة حسب تعداد اليمن لعام 2004.